# سامانتا بریسیو
سامانتا بریسیو (انگلیسی: Samantha Bricio؛ زادهٔ ۲۲ نوامبر ۱۹۹۴) بازیکن والیبال اهل مکزیک است.